# Philippe-Christophe-Frédéric de Hohenzollern-Hechingen
Titre
Prince de Hohenzollern-Hechingen
11 juillet 1661 – 13 janvier 1671
(9 ans, 6 mois et 2 jours)
Philippe Christophe Frédéric de Hohenzollern-Hechingen (en allemand Philipp Christoph Friedrich von Hohenzollern-Hechingen), né le 24 juin 1616 à Hechingenet mort le 24 janvier 1671 au château de Hechingen est le Prince régnant de la principauté de Hohenzollern-Hechingen de 1661 à 1671. Il succède à son frère aîné Eitel-Frédéric II de Hohenzollern-Hechingen mort sans postérité masculine survivante. Capitulaire des cathédrales de Cologne et de Strasbourg jusqu'en 1660, il succède à son frère et quitte à cet effet les ordres avec dispense papale du 16 août 1662.

## Famille
Il est le quatorzième enfant de Jean Georges de Hohenzollern-Hechingen (1577-1623) et de Françoise von Salm (décédée en 1619).

### Mariage et descendance
Philippe Christophe Frédéric de Hohenzollern-Hechingen épouse à Baden-Baden le 12 novembre 1662 Marie-Sidonie margrave de Bade-Rodemarchern (1635 - Château de Hechingen 15 août 1686), fille de Hermann-Fortunat Margrave de Bade-Rodemachern et d'Antonie-Elisabeth von Criechingen.
Huit enfants sont nés de cette union :
- Frédéric-Guillaume de Hohenzollern-Hechingen, prince de Hohenzollern-Hechingen, lequel succède à son père.
- Hermann Frédéric de Hohenzollern-Hechingen (Château de Hechingen 11 janvier 1665 - Fribourg-en-Brisgau 23 janvier 1733) comte de Hohenzollern-Hechingen, en 1704, il épouse en 1704 Éléonore-Madeleine margrave de Brandebourg-Bayreuth (1673-1711), (fille du margrave Christian de Brandebourg-Bayreuth), (un enfant). Veuf, il épouse en 1714 Josèphe comtesse d'Oettingen-Spielberg (1694-1738), (fille du comte François von Oettingen), (douze enfants dont Joseph Frédéric Guillaume de Hohenzollern-Hechingen), il est également le grand-père d'Hermann de Hohenzollern-Hechingen
- Léopold (Léopold Karl Friedrich) de Hohenzollern-Hechingen (Château de Hechingen 11 février 1666 - tué au siège de Budapest 18 juillet 1684)
- Philippe (Philipp Friedrich Meinrad) de Hohenzollern-Hechingen (Château de Hechingen 9 février 1667 - Château de Hechingen 30 juin 1667)
- Marie-Marguerite (Maria Margareta) de Hohenzollern-Hechingen (Hechingen 22 mai 1668 - morte en bas âge)
- Charles (Karl Ferdinand Friedrich Dominikus) de Hohenzollern-Hechingen né et mort au Château de Hechingen le 5 août 1669
- Marie-Marguerite (Maria Margareta Sidonia) de Hohenzollern-Hechingen (Château de Hechingen 26 avril 1670 - Strasbourg 20 avril 1687), sans alliance.
- François-Léopold-Joachim (Franz Leopold Joachim) de Hohenzollern-Hechingen, fils posthume né et mort au Château de Hechingen le 25 avril 1671.

De santé très fragile à la fin de sa vie, il meurt complètement paralysé.

## Généalogie
Philippe Christophe Frédéric de Hohenzollern-Hechingen appartient à la quatrième branche (lignée Hohenzollern-Hechingen) issue de la première branche de la Maison de Hohenzollern. Cette quatrième lignée appartient à la branche souabe de la dynastie de Hohenzollern, cette lignée s'éteint en 1869 à la mort de Constantin de Hohenzollern-Hechingen.